# Cyrtopogon albovarians
Cyrtopogon albovarians är en tvåvingeart som beskrevs av Charles Howard Curran 1924. Cyrtopogon albovarians ingår i släktet Cyrtopogon och familjen rovflugor.
Artens utbredningsområde är Alberta. Inga underarter finns listade i Catalogue of Life.